# Pseudociese
Pseudociese, é um quadro no qual a mulher apresenta os mesmos sintomas de uma gravidez, porém não se apresenta gestação. Ausência de menstruação, enjoos, crescimento da barriga, e até mesmo escurecimento dos mamilos, crescimento dos seios e produção de leite podem ocorrer.
Na maioria das vezes, este quadro está ligado ao grande medo de engravidar, ou ao contrário: ao desejo extremo de ser mãe. Em muitas situações, ocorre quando a mulher enfrenta sucessivas tentativas de engravidar, sem sucesso. Assim, pode somatizar este desejo, apresentando um quadro orgânico, comportamental e também de sensações, tal como se estivesse grávida.
Em casos extremos, pode vir a ser necessário o tratamento hormonal, com o intuito de provocar a menstruação e, em situações que incluem outros transtornos psicológicos, como depressão, pode ser necessário o uso de outros fármacos.
A forma mais prática de detectar a pseudociese é por meio do exame HCG, uma vez que somente mulheres verdadeiramente gestantes têm o resultado positivo.
Problemas psicológicos, sexuais e traumas socioambientais também podem estar relacionados à pseudogestação. Alguns especialistas, ainda, sugerem que este quadro pode indicar a síndrome dos ovários policísticos, tumores ou câncer do útero, e distúrbios ovarianos e hormonais.
A incidência da gravidez psicológica é de uma em cada 10 mil gestações.
Em animais, ocorre a gravidez psicológica canina devido às características do próprio ciclo éstrico da cadela podendo afectar até 50 a 75% das fêmeas. Após o cio há queda na hormona progesterona e  consequente aumento da prolactina, hormona responsável pela lactação e comportamento maternal. Maior sensibilidade do organismo aos efeitos da prolactina poderá predispor à gravidez psicológica canina. Os sinais demonstrados pela cadela poderão ser comportamentais, como a procura de um ninho e adopção de um objecto, ou físicos, como lactação e distenção abdominal.